# Нюербрюг
Нюербрюг (нід. Nieuwerbrug) — село в нідерландській провінції Південна Голландія. Входить до муніципалітету Бодегравен-Реувейк.
Його площа становить 12,02 км², а населення станом на 2021 рік складало 1 790 осіб.

## Галерея

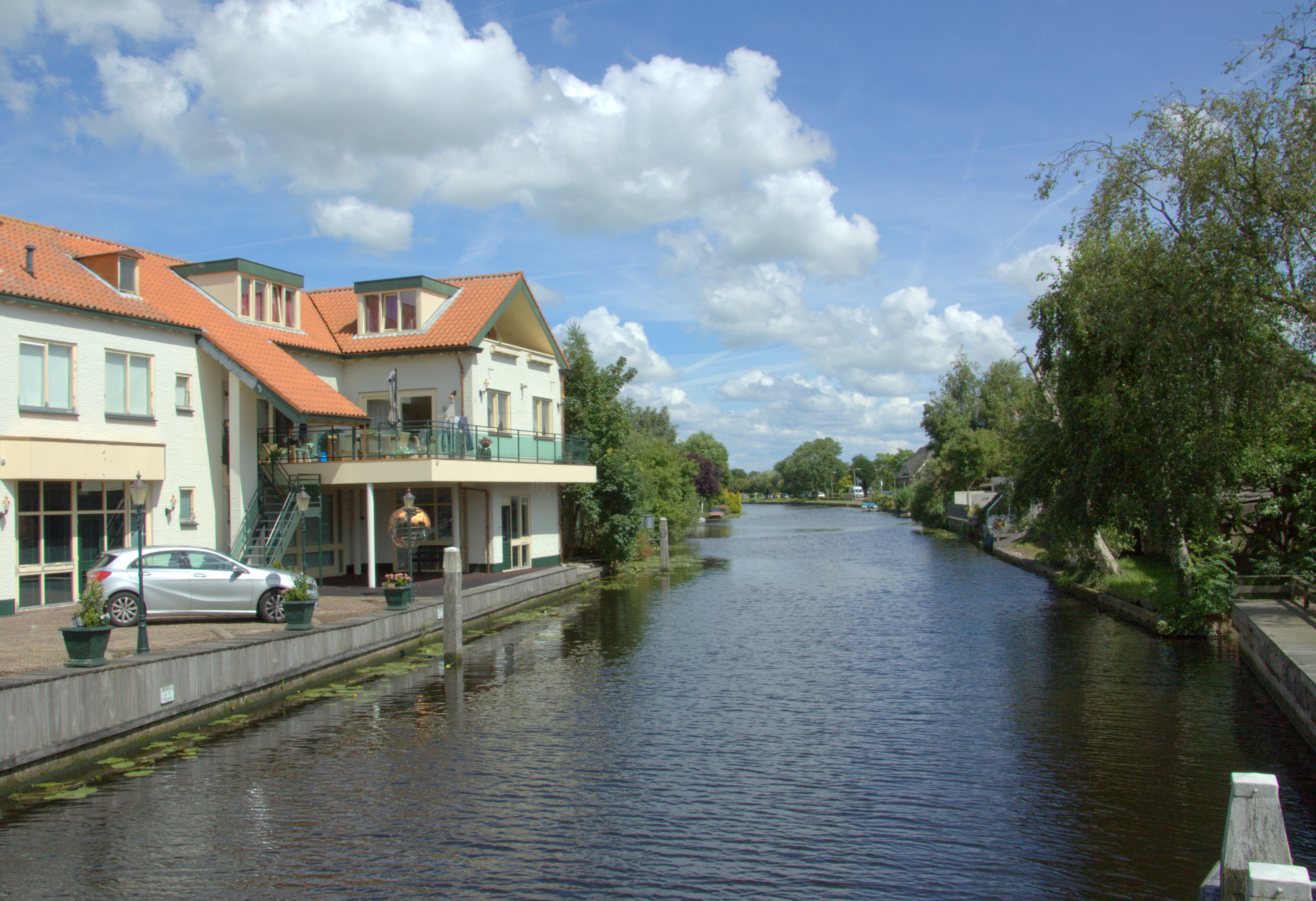
Вид на село з мосту
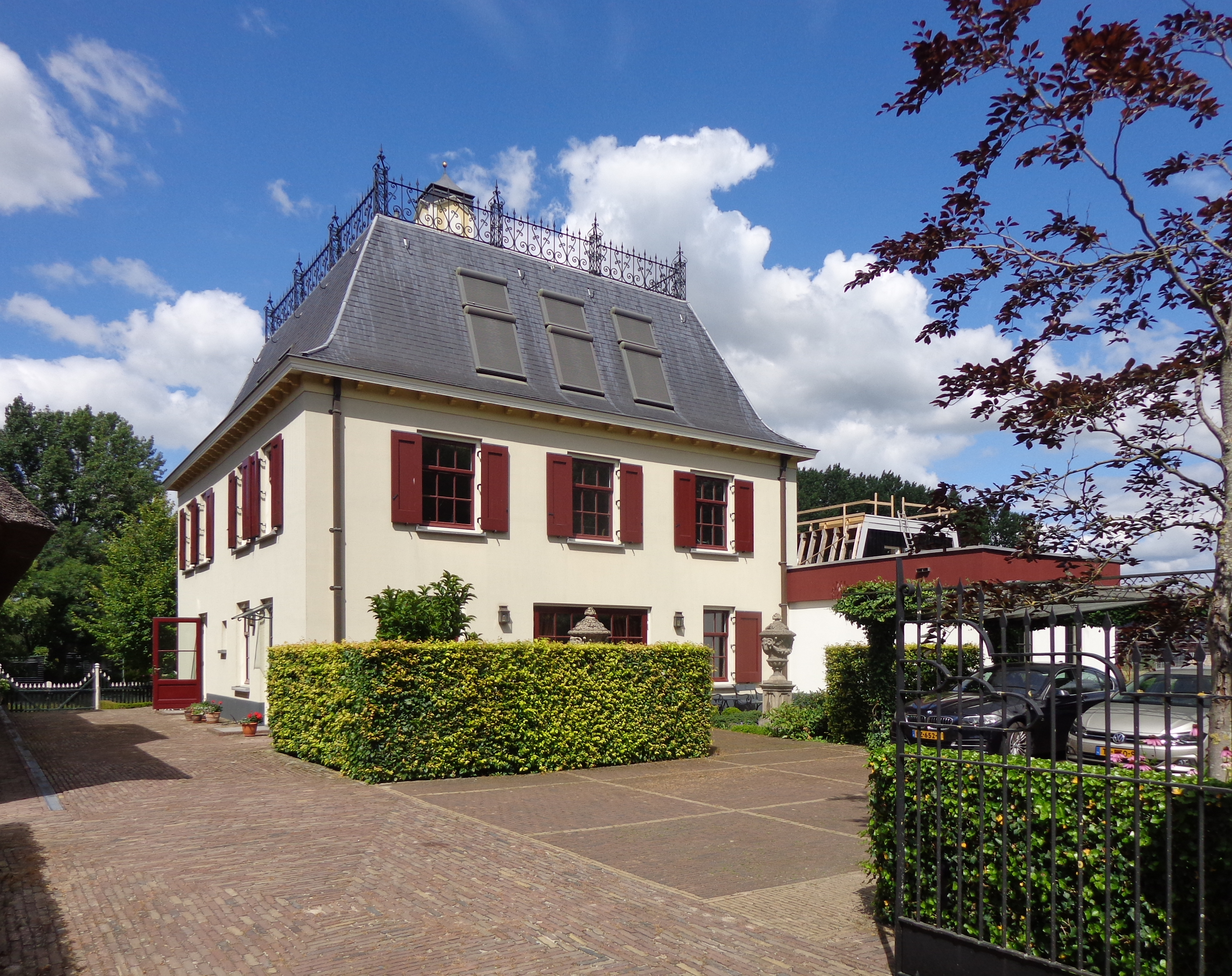
Вілла Weijpoort
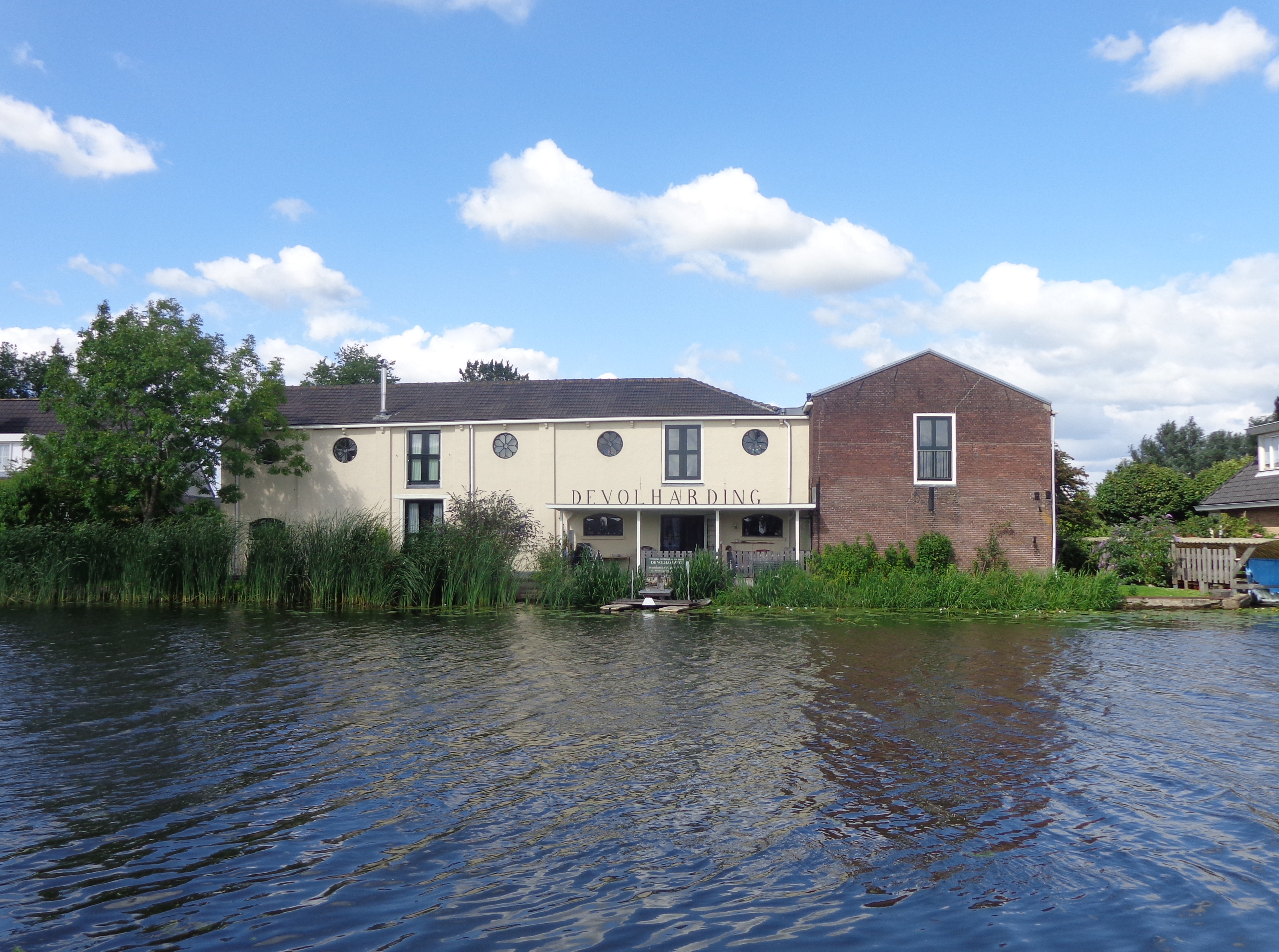
Бидівлі на березі